# Kogaionidae
Kogaionidae – rodzina wymarłych ssaków z rzędu wieloguzkowców (Multituberculata). Zamieszkiwały one Europę, a ich skamieliny pochodzą z górnej kredy i paleocenu. Ich pokrewieństwo z innymi grupami trudno ocenić.
R. Rădulescu i P.-M. Samson, którzy w 1996 opisali rodzinę, że jej przedstawiciele dzielą z nadrodziną Taeniolabidoidea kształt czaszki wraz z przednią częścią łuków jarzmowych ułożoną poprzecznie, a także bardzo krótkim obszarem podstawy czaszki, co nadaje jej kształt sześcianu. Różnice obejmują głównie wydłużony pysk i uzębienie.

## Podział systematyczny
Do rodziny należały następujące rodzaje:
- Barbatodon Rădulescu & Samson, 1987[3]
- Hainina Vianey-Liaud, 1979[4]
- Kogaionon Rădulescu & Samson, 1996[1]